# Warnołęka
Warnołęka (do 1945 niem. Wahrlang) – wieś sołecka w Polsce położona w województwie zachodniopomorskim, w powiecie polickim, w gminie Nowe Warpno. Miejscowość jest usytuowana na Równinie Polickiej nad Zalewem Szczecińskim (Zatoka Warnołęcka) w Puszczy Wkrzańskiej. Przez wieś przebiega droga wojewódzka nr 114.

## Historia
Wieś o średniowiecznym rodowodzie, jako własność cysterek ze Szczecina. Opiekowały się one miejscowym kościołem, który w 1535 r. stał się filią kościoła w Nowym Warpnie. Od połowy XIX w. obszar wokół Warnołęki był gminą, którą dzielono na: wieś Wahrlang (Warnołęka), osadę Friedrichshof, leśniczówkę Moorbrügge (Mszczuje) oraz majątek Steinbrinkshof. Od 1872 r. wieś była siedzibą obwodu policyjnego oraz od 1874 obwodu Urzędu stanu cywilnego. Ówcześni mieszkańcy zajmowali się głównie rolnictwem, hodowano bydło, trzode, owce oraz kozy. Ostatecznie obszary wokół wsi rozparcelowano w latach 20. i 30. XX wieku
W czasie II wojny światowej niezniszczona, wieś została zajęta pod koniec kwietnia 1945 r. przez wojska radzieckie (2 Front Białoruski – 2 Armia Uderzeniowa) i później oddana po administrację polską, przybyli pierwsi polscy osadnicy. W drugiej połowie XX w. mieszkały tu przeważnie rodziny rolników i leśników.

### Przynależność polityczno-administracyjna
- 1815–1866: Związek Niemiecki, Królestwo Prus, prowincja Pomorze, rejencja szczecińska, powiat Anklam (1815–1818), powiat Ueckermünde
- 1866–1871: Związek Północnoniemiecki, Królestwo Prus, prowincja Pomorze, rejencja szczecińska, powiat Ueckermünde
- 1871–1918: Cesarstwo Niemieckie, Królestwo Prus, prowincja Pomorze, rejencja szczecińska, powiat Ueckermünde
- 1919–1933: Rzesza Niemiecka (Republika Weimarska), kraj związkowy Prusy, prowincja Pomorze, rejencja szczecińska, powiat Ueckermünde
- 1933–1945: III Rzesza, prowincja Pomorze, rejencja szczecińska, powiat Ueckermünde
- 1945–1952: Rzeczpospolita Polska (Polska Ludowa), województwo szczecińskie, powiat szczeciński
- 1952–1975: Polska Rzeczpospolita Ludowa, województwo szczecińskie, powiat szczeciński
- 1975-1989: Polska Rzeczpospolita Ludowa, województwo szczecińskie, gmina Nowe Warpno
- 1989-1998: Rzeczpospolita Polska, województwo szczecińskie, gmina Nowe Warpno
- 1999-teraz: Rzeczpospolita Polska, województwo zachodniopomorskie, powiat policki, gmina Nowe Warpno

### Demografia

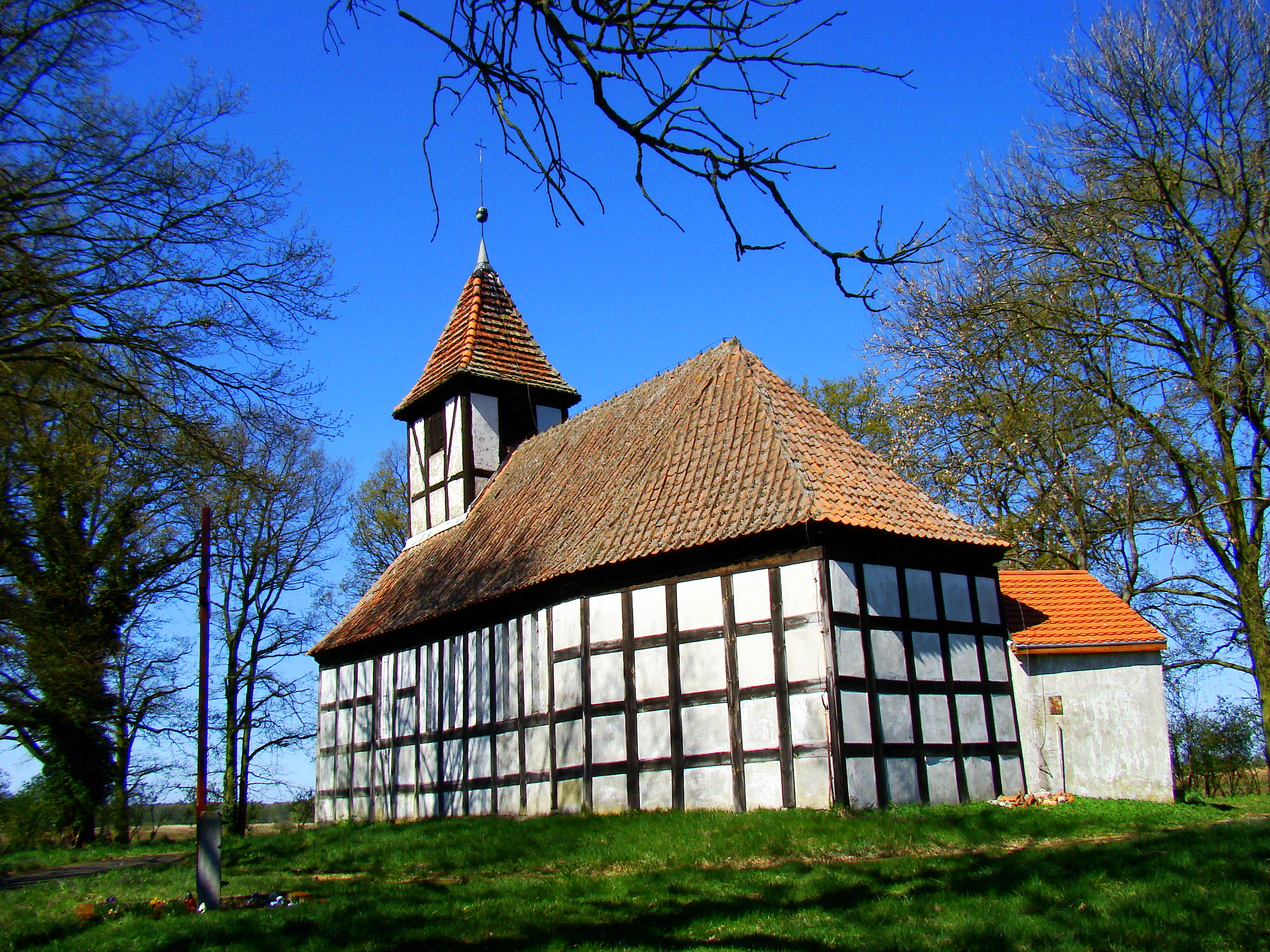
Kościół Matki Bożej Częstochowskiej w Warnołęce

- 1850 – 512 mieszk.
- 1867 – 761 mieszk.
- 1871 – 700 mieszk.
- 1905 – 660 mieszk.
- 1932 – 581 mieszk.
- 1939 – 590 mieszk.

## Zabytki
- W miejscowości znajduje się kościół ryglowy z XVIII wieku. Jest to budowla jednosalowa wzniesiona na planie prostokąta, z wieżą i szczelinowymi oknami. Od strony północnej znajduje się dobudowana w późniejszym okresie zakrystia. Na wyposażeniu kościoła znajduje się:
  - cynowy świecznik z 1740 roku
  - spiżowy dzwon z 1727 roku
  - empora chóralna

- zabudowa wiejska z XIX/XX w.

## Komunikacja i turystyka
Przez wieś przebiega droga wojewódzka nr 114 łącząca Tanowo-Police-Trzebież-Brzózki-Warnołękę-Nowe Warpno. Na obszarze zabudowanym Warnołęki droga ma kilka niebezpiecznych zakrętów. Z tego powodu zarówno kierowcy jak i rowerzyści oraz piesi powinni zachować szczególną ostrożność wymaganą od uczestników ruchu drogowego.
Obecnie miejscowość ma charakter rolniczo - wypoczynkowy (gospodarstwa agroturystyczne). 
Przez wieś prowadzi  Szlak „Puszcza Wkrzańska”.